# Curt Clawson
Curtis Jay Clawson dit Curt Clawson est un homme politique américain né le 28 septembre 1959 à Tacoma. Membre du Parti républicain de Floride, il est élu à la Chambre des représentants des États-Unis de 2014 à 2017.

## Biographie
Curt Clawson étudie à l'université Purdue, où il est basketteur, et à Harvard. Il dirige notamment une entreprise de roues en aluminium, Hayes Lemmerz.
En 2014, il est candidat à la Chambre des représentants des États-Unis lors d'une élection partielle organisée à la suite de la démission du républicain Trey Radel. Soutenu par le Tea Party, il remporte la primaire républicaine avec 38 % des voix devant Lizbeth Benacquisto (26 %), Paige Kreegel (25 %)  et Michael Dreikorn (11 %). Dans le 19e district de Floride, une circonscription ancrée dans le camp républicain, il devient alors le favori pour l'élection partielle du 24 juin. Il est élu représentant avec environ 67 % des suffrages face à la démocrate April Freeman et un candidat libertarien. En novembre 2014, il est réélu pour un mandat complet avec 64,6 % des suffrages, devançant à nouveau Freeman.
Il annonce en mars 2016 qu'il n'est pas candidat à un nouveau mandat en novembre pour s'occuper de son père malade.